# Александар Рагулин
Александар Павлович Рагулин (рус. Александр Павлович Рагулин; Москва, 5. мај 1941 − Москва, 17. новембар 2004) био је совјетски и руски хокејаш на леду, касније краткотрајно и хокејашки тренер, који је током играчке каријере играо на позицијама одбрамбеног играча. Један је од најуспешнијих светских хокејаша по броју освојених медаља на међународним такмичењима, троструки је олимпијски победник и десетоструки светски првак са селекцијом Совјетског Савеза. Од 1963. носилац је признања Заслужни мајстор спорта Совјетског Савеза, члан је ИИХФ Куће славних хокеја на леду од 1997. и носилац Олимпијског ордена од 2001. године.
Један је од тројице идентичних близанаца Рагулин − Анатолиј Павлович (1941−2016) био је хокејаш, мајстор спорта и заслужни совјетски тренер и Михаил Павлович (1941), аматерски хокејаш, тренер флорбола и мајстор спорта.

## Каријера
Рагулин је играчку каријеру започео у екипи Химика у родном Воскресенску 1957. године и у клубу је остао све до 1962. када је прешао у редове московског ЦСКА. У дресу Московљана играо је све до окончања играчке каријере 1973. и са тим тимом освојио је чак 9 титула националног првака Совјетског Савеза (1963−1966, 1968, 1973−1973), те 5 узастопних титула победника Европског купа шампиона (1969−1973. године). У совјетском првенству одиграо је укупно 427 утакмица и постигао је 63 поготка.
За сениорску репрезентацију Совјетског Савеза играо је у континуитету током 13 сезона, а на међународној сцени дебитовао је на светском првенству 1961. на ком је совјетски тим освојио бронзану медаљу. За репрезентацију је у том периоду наступио у чак 239 утакмица (уз учинак од 29 постигнутих погодака). У три наврата је био члан совјетског олимпијског тима − на ЗОИ 1964. у Инзбруку, ЗОИ 1968. у Греноблу и ЗОИ 1972. у Сапороу − и у сва три наврата освајао је златне олимпијске медаље. Од укупно 10 наступа на светским првенствима на чак 8 првенстава освајао је титулу светског првака. На светском првенству 1966. проглашен је за најбољег одбрамбеног играча шампионата.
Године 1966. дипломирао је на Московском обласном педагошком институту, а по окончању играчке каријере радио је као тренер у дечијој школи хокеја московског ЦСКА. Једно кратко време, од 1983. до 1985. радио је и као тренер екипе СКА из Новосибирска која се у то време такмичила у совјетској трећој лиги. У последњим годинама живота радио је у друштву које је окупљало ветеране совјетског хокеја, али и као члан Канцеларије за физичку културу и спорт Председника Руске Федерације. Добитник је неколико високих државних одликовања.
Године 1997. постаје чланом Куће славних ИИХФ-а, 2001. награђен је олимпијским орденом, а од 2004. члан је и Куће славних руског хокеја на леду.